# Castillo de Starhemberg
El castillo de Starhemberg es un castillo en ruinas situado en el estado de Baja Austria, Austria. Fue construido entre 1140 y 1145 por Ottokar III de Estiria.

## Historia
Un pequeño castillo fue construido aquí por Ottokar III, Margrave de Estiria, entre 1140 y 1145. En ese momento, el río Piesting constituía la frontera entre el Estiria y la Marcha de Austria.
Se dice que el castillo es propiedad de la familia Salvator Habsburg-Lothringen desde mediados de 1913. Para el siglo XXI, las ruinas de la estructura pasaron a ser un atractivo turístico y fueron de gran interés para conservacionistas.
Gracias a una fundación se lograron mejoras y notables renovaciones, antes y después de Segunda Guerra Mundial.
En 2008, las ruinas del castillo quedaron bajo la protección y cuidado de la Oficina del Monumento de Bundon.